# جون بوند (مصرفي)
جون بوند (بالإنجليزية: John Bond)‏ هو مصرفي بريطاني، ولد في 24 يوليو 1941 في أكسفورد في المملكة المتحدة.

## وصلات خارجية
- جون بوند على موقع مونزينجر (الألمانية)
- جون بوند على موقع إن إن دي بي (الإنجليزية)